# Asaf Messerer
Asaf Mikhailovich Messerer (in russo: Асаф Михайлович Мессерер; Vilnius, 19 novembre 1903 – Mosca, 7 marzo 1992) è stato un ballerino e coreografo sovietico di etnia lituana.

## Biografia
Dal 1919 al 1921 studiò danza al Teatro Bol'šoj sotto la supervisione di Mikhail Mordkin. Dopo aver studiato alla scuola del teatro, Messerer si unì ufficialmente alla compagnia, di cui divenne il principale solista, una posizione che mantenne fino al pensionamento nel 1954. Terminata la carriera di ballerino, Messerer rimase al Bol'šoj come insegnante di ballo e insegnante di danza, ricevendo vasti apprezzamenti anche per i suoi studi come teorico della danza.

### Vita privata
Ebreo lituano, Messerer fu sposato con l'attrice del cinema muto sovietico Anna Alekseevna Sudakevič, da cui ebbe il figlio Boris Messerer.